# 斯托普福德峰
63°46′S 61°38′W / 63.767°S 61.633°W
斯托普福德峰（英語：Stopford Peak）是南極洲的山峰，位於帕默群島的霍西森島東部，海拔高度495米，以普利茅斯的統帥命名，現時由南極條約體系管理。